# Jungle Menace
Jungle Menace é um seriado estadunidense de 1937, o primeiro lançado pela  Columbia Pictures. Foi produzido pela Weiss Productions, e distribuído pela Columbia. Com base no sucesso de Darkest Africa, primeiro seriado produzido em 1936 pela Republic Pictures, a Columbia lançou esse exótico seriado ambientado na selva, estrelando o colecionador de animais na vida real Frank "Bring'Em Back Alive" Buck. Tem sido considerado o primeiro seriado da Columbia Pictures, pois foi o primeiro seriado que a companhia distribuiu, apesar de ser produzido pela Weiss Productions.

## Sinopse
Situado na terra fictícia de “Seemang”, na Ásia, Buck desempenha o papel de Frank Hardy, um soldado que intervém na investigação sobre um proprietário de produção de borracha e sua filha.

## Produção
A Columbia Pictures decidira, em 1937, entrar no campo dos seriados, com o tema da selva, competindo principalmente com a Universal Pictures e a Republic Pictures. Contratou Louis Weiss e escolheu Frank Buck para seu primeiro papel dramático. Jungle Menace, produzido pela Weiss Productions (sob o nome Adventure Serials Inc.) e distribuído pela Columbia Pictures, foi um sucesso, atraindo mais do que o número típico do público juvenil para seus 15 capítulos semanais. Expositores imediatamente se convenceram que a Columbia entrara adequadamente no campo serial, onde continuaria ativa através de meados da década de 50 até que a forma de filmes em seriado chegasse ao seu final.
As locações das filmagens foram em Stockton e Thousand Oaks, na Califórnia. Cada um dos quinze capítulos teve 20 minutos de duração, apresentavam muita ação, e a crítica gostou do show: “As crianças vão adorar Jungle Menace pela sua aventura e pela presença de Frank Buck, com seus animais selvagens”.
Em 1946, o material desse seriado foi reeditado, em uma sequência de 70 minutos, no filme Jungle Terror.

## Elenco
- Frank Buck … Frank Hardy
- Reginald Denny … Ralph Marshall
- LeRoy Mason … Murphy
- Richard Tucker … Robert Banning
- Duncan Renaldo … Roget
- William Bakewell … Tom Banning
- Charlotte Henry … Dorothy Elliott
- Matthew Betz … Det. Lt. Starrett
- Sasha Siemel … 'Tiger' Van Dorn
- George Rosener … O Professor
- John Davidson … Dr. Coleman
- Robert Warwick … Angus MacLeod
- Tom London …Pete
- Esther Ralston ... Valerie Shields

## Capítulos
1. River Pirates
2. Deadly Enemies
3. Flames of Hate
4. One-way Ride
5. Man of Mystery
6. Shanghaied
7. Tiger Eyes
8. The Frame-up
9. The Cave of Mystery
10. Flirting with Death
11. Ship of Doom
12. Mystery Island
13. The Typhoon
14. Murder at Sea
15. Give 'em Rope

Fonte: